# Flaga Ugandy
Flaga Ugandy – oparta jest na czarno-żółto-czerwonych barwach Ugandyjskiego Kongresu Ludowego, założonego w 1955 roku, od połowy lat 50. XX w. będącego jedną z ważniejszych partii Ugandy.

## Opis
Znaczenie poszczególnych barw na fladze wyjaśnia się następująco:
- kolor czarny symbolizuje naród Afryki,
- żółty symbolizuje promienie słoneczne,
- czerwony wyraża braterstwo wszystkich ludzi.

Pośrodku flagi, w okręgu znajduje się wyobrażenie ptaka. Jest to koronnik (Balearica regulorum), wybrany jako symbol Ugandy. Ptak ten obdarzany jest szacunkiem ze względu na swą dostojność i szlachetność; podczas panowania brytyjskiego w Ugandzie był umieszczany na wojskowych odznakach, które nosili żołnierze ugandyjscy.
Flaga Ugandy została oficjalnie zaakceptowana 9 października 1962 r. Stosunek szerokości do długości wynosi 2:3.

## Flagi Ugandy z czasów kolonialnych

1914–1962
Flaga gubernatora 1914–1962
od marca do października 1962

## Flagi wojskowe

Flaga sił obronnych
Flaga sił powietrznych